# Karin Swanström

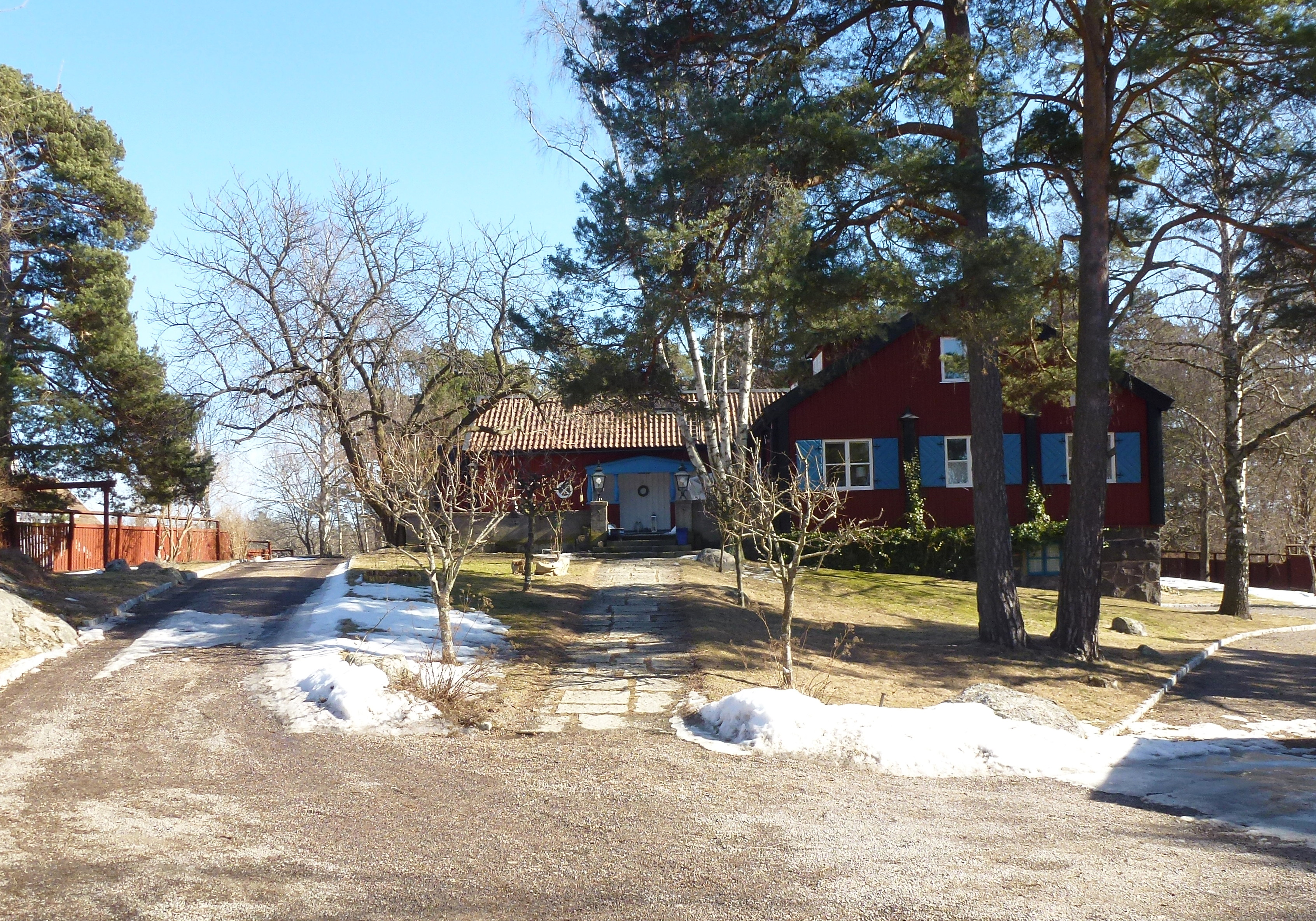
Karin Swanströms hem "Kvarngården" vid Bo kvarn på Lidingö, byggd 1921.

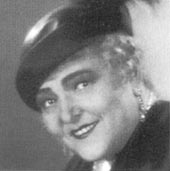
Karin Swanström cirka 1930-tal.

Karin Sofia Claësson, känd under flicknamnet Karin Swanström, född 13 juni 1873 i Norrköpings Sankt Olai församling i Östergötlands län, död 5 juli 1942 i Sankt Görans församling i Stockholm, var en svensk skådespelare, regissör, producent och teaterdirektör. Swanström var mellan 1933 och 1941 konstnärlig ledare och produktionschef vid Svensk Filmindustri (SF).

## Biografi
Karin Swanström var dotter till veterinärläkaren Johan Viktor Ferdinand Svanström och Emelie Johanna Katarina Pilgren.
Swanström studerade vid Dramatens elevskola 1890–1892. Efter studierna spelade hon med i olika turnerande teatersällskap. Perioden 1906–1920 drev hon ett eget teatersällskap som uppförde både klassiska dramer och rena farser. 
Hon filmdebuterade 1921 i Mauritz Stillers De landsflyktige, denna roll följdes av nästan ytterligare 50 filmroller. Vid mitten av 20-talet regisserade hon fyra stumfilmer hos Bonnierfilm, där hon även var verksam som produktionsledare. 1933 anställdes hon vid Svensk Filmindustri som konstnärlig ledare och chef för filmproduktionen i SF:s studio Filmstaden. Hon hade en framgångsrik karriär inom detta område fram till sin död 1942. Hon var därmed tongivande chef för SF:s filmproduktion under dessa år – det decennium då SF stod på höjden av sin filmproduktion – och anses därför vara en av de mest betydelsefulla kvinnorna i svensk filmhistoria. 
Som skådespelare på film gör Swanström några av sina främsta filmroller som Gustafva Sinclaire i Gösta Berlings saga (1924), kokerskan Laura i Vi som går köksvägen (1932), som Marta Boman i Swedenhielms (1935) och som farmor Lilli Ekman i Familjens hemlighet (1936).
Från 1915 till sin död var hon gift med producenten Stellan Claësson (1886–1970).

## Filmografi i urval
- 1921 – De landsflyktige
- 1923 – Boman på utställningen
- 1923 – Anna-Clara och hennes bröder
- 1923 – Hemslavinnor
- 1924 – Unge greven ta'r flickan och priset
- 1924 – Gösta Berlings saga
- 1925 – Styrman Karlssons flammor
- 1925 – Kalle Utter
- 1925 – Flygande holländaren
- 1925 – Skeppargatan 40
- 1926 – Flickorna Gyurkovics
- 1926 – Flickan i frack
- 1927 – Förseglade läppar
- 1927 – Spökbaronen
- 1927 – En perfekt gentleman
- 1927 – Hans engelska fru
- 1927 – Bara en danserska
- 1928 – Hans Kungl. Höghet shinglar
- 1928 – Gustaf Wasa del I
- 1928 – Gustaf Wasa del II
- 1928 – Parisiskor
- 1930 – När rosorna slå ut
- 1931 – Lika inför lagen
- 1931 – Halvvägs till himlen
- 1931 – En natt
- 1931 – Trötte Teodor
- 1931 – Trådlöst och kärleksfullt
- 1931 – Generalen
- 1931 – Längtan till havet
- 1932 – Vi som går köksvägen
- 1932 – Sten Stensson Stéen från Eslöv på nya äventyr
- 1932 – Svärmor kommer
- 1932 – Svarta rosor
- 1933 – Giftasvuxna döttrar
- 1934 – Fasters millioner
- 1935 – Äktenskapsleken
- 1935 – Kärlek efter noter
- 1935 – Swedenhielms
- 1936 – Äventyret
- 1936 – Bröllopsresan
- 1936 – Familjens hemlighet
- 1936 – På Solsidan
- 1936 – Släkten är värst
- 1937 – Ryska snuvan
- 1938 – Styrman Karlssons flammor
- 1938 – Den stora kärleken
- 1939 – Sjöcharmörer
- 1940 – Stål
- 1940 – Juninatten
- 1942 – Morgondagens melodi

## Regi
- 1923 – Boman på utställningen
- 1925 – Kalle Utter
- 1925 – Flygande holländaren
- 1926 – Flickan i frack

## Producent
- 1940 – Stora famnen
- 1941 – Springpojkar är vi allihopa!

## Teater

### Roller (ej komplett)
| År   | Roll                                     | Produktion                                                              | Regi             | Teater             |
| ---- | ---------------------------------------- | ----------------------------------------------------------------------- | ---------------- | ------------------ |
| 1891 |                                          | Mellan barken och trädet Ernst Lundquist                                |                  | Dramatiska Teatern |
| 1892 | Elsa Henkel                              | Krig i fred (Krieg im Frieden) Gustav von Moser och Franz von Schönthan |                  | Dramatiska Teatern |
| 1892 | Ida                                      | Kära släkten (Den kjære Familie) Gustav Esmann                          |                  | Dramatiska Teatern |
| 1922 | Ida                                      | Babyn Hans Sturm och Fritz Jakobstedter                                 | Nils Arehn       | Blancheteatern     |
| 1923 |                                          | Fruns båda män Félix Gandéra och André Mouézy-Éon                       | Karin Swanström  | Folkteatern        |
| 1924 | Fru Verdier                              | Odygdens belöning Félix Gandéra och Claude Gevel                        | Karin Swanström  | Blancheteatern     |
| 1925 | Miss Shoe                                | En sensation hos Mrs Beam Charles Kirkpatrick Munro                     | Ernst Eklund     | Blancheteatern     |
| 1925 | Lady Marden                              | Mr Pim tittar in A.A. Milne                                             | Mathias Taube    | Blancheteatern     |
| 1926 | Grevinnan de la Brière                   | Vad varje kvinna vet J. M. Barrie                                       | Pauline Brunius  | Oscarsteatern      |
| 1926 | Lina, hushållerska                       | Moloch Erik Lindorm                                                     | John W. Brunius  | Oscarsteatern      |
| 1927 | Malla Rambech                            | Geografi och kärlek Bjørnstjerne Bjørnson                               | John W. Brunius  | Oscarsteatern      |
| 1927 | Maria                                    | Hennes sista bedrift Frederick Lonsdale                                 | Pauline Brunius  | Oscarsteatern      |
| 1927 | Frejda                                   | Dibbuk - Mellan tvenne världar S. Ansky                                 | Robert Atkins    | Oscarsteatern      |
| 1927 | Carrie Lennox                            | Bättre folk Avery Hopwood och David Gray                                | Pauline Brunius  | Oscarsteatern      |
| 1928 |                                          | Daglannet Bjørnstjerne Bjørnson                                         | Pauline Brunius  | Oscarsteatern      |
| 1928 | Fru Edla Hedman                          | Rötmånad Erik Lindorm                                                   | John W. Brunius  | Oscarsteatern      |
| 1928 | Mrs Candour                              | Skandalskolan Richard Brinsley Sheridan                                 | Johannes Poulsen | Oscarsteatern      |
| 1928 | Lil Rice                                 | Broadway Philip Dunning och George Abbott                               | Mauritz Stiller  | Oscarsteatern      |
| 1929 |                                          | Lilla cyklon George M. Cohan                                            | Pauline Brunius  | Oscarsteatern      |
| 1929 | Fanny Cavendish                          | Den kungliga familjen George S. Kaufman och Edna Ferber                 | Rune Carlsten    | Oscarsteatern      |
| 1929 | Emma Jones                               | Vid 37de gatan Elmer Rice                                               | Svend Gade       | Oscarsteatern      |
| 1930 | Josephine Jolivet                        | Den stora kärleken Paul Géraldy och Robert Spitzer                      | Gösta Ekman      | Oscarsteatern      |
| 1930 | Syster Rose-Marie                        | En liten olycka Floyd Dell och Thomas Mitchell                          | Gösta Ekman      | Oscarsteatern      |
| 1930 | Henriette Travers                        | Bruden Stuart Oliver och George M. Middleton                            | Rune Carlsten    | Oscarsteatern      |
| 1930 | Gamla etatsrådinnan Holm                 | Farmors revolution Jens Locher                                          | Pauline Brunius  | Oscarsteatern      |
| 1930 | Svärmodern                               | Gustaf Vasa August Strindberg                                           | Gunnar Klintberg | Oscarsteatern      |
| 1930 | Rosabel Ivy Armitage, pensionatsvärdinna | Mordet i andra våningen Frank Vosper                                    | John W. Brunius  | Oscarsteatern      |
| 1931 | Madame Leroy-Gomez                       | Det svaga könet Édouard Bourdet                                         | Max Reinhardt    | Oscarsteatern      |
| 1931 | Gracies mor                              | 9 till 6 Aimée Stuart och Philip Stuart                                 | Pauline Brunius  | Oscarsteatern      |
| 1932 | Mrs Dabney                               | En gentleman? H.M. Harwood                                              | Pauline Brunius  | Oscarsteatern      |
| 1932 | Honorine                                 | Fanny Marcel Pagnol                                                     | Pauline Brunius  | Oscarsteatern      |
| 1933 | Tant Irène                               | Fruns båda män Félix Gandéra och André Monetzi-Eon                      | Karin Swanström  | Turné              |

### Regi
| År   | Produktion                                 | Upphovsmän                                | Teater         |
| ---- | ------------------------------------------ | ----------------------------------------- | -------------- |
| 1924 | Odygdens belöning La Maîtraisse imaginaire | Félix Gandéra och Claude Gevel            | Blancheteatern |
| 1924 | Dockan Le Mariage de Fredaine              | André Picard och Val André Jaeger-Schmidt | Blancheteatern |
| 1933 | Fruns båda män Les Deux Monsieur de Madame | Félix Gandéra och André Monetzi-Eon       | Turné          |